# Basilichthys australis
Basilichthys australis е вид лъчеперка от семейство Atherinopsidae. Видът е почти застрашен от изчезване.

## Разпространение и местообитание
Разпространен е в Чили.
Обитава сладководни басейни и реки.